# Карл Вилхелм Шееле
Карл Вилхелм Шееле (на немски: Carl Wilhelm Scheele) е шведски химик (немец по произход), който открива много химични вещества, най-значимото от които е кислородът (преди Джоузеф Пристли).

## Биография
Роден е на 9 декември 1742 година в Щралзунд, Померания (тогава в състава на Швеция), в семейството на уважаван немски търговец. Още като ученик се мести в Гьотеборг. Тъй като родителите му нямат средства за висшето му образование (Карл бил седмият син в семейството), той става ученик на аптекар в Гьотеборг и активно се самообразова. Работейки в аптеката, Шееле добива уменията на отличен експериментатор. След осемгодишна работа в Гьотеборг, Шееле се мести в аптека в Малмьо, където успява вечерно време да се занимава с научни изследвания в лабораторията на аптекаря. По-късно Шееле работи в аптеки в Стокхолм (1768 – 1769), Упсала (1770 – 1774) и накрая, през 1775 г., става собственик на аптека в Шьопинг, където се занимава с изследвания до края на живота си.
Умира на 21 май 1786 година в Шьопинг на 43-годишна възраст.

## Научна дейност
Неговите проучвания го довеждат до откриването на кислорода и азота през 1772 – 1773 г., за което съобщава в единствената си книга – „Chemische Abhandlung von der Luft und dem Feuer“ (Химически трактат за въздуха и огъня) през 1777 г., като губи част от славата си в полза на Джоузеф Пристли, който независимо от него открива кислорода през 1774 г.
Шееле също така открива химичните елементи барий (1774), хлор (1774), манган (1774), молибден (1778) и волфрам (1781), както и много химични съединения като винената и лимонена киселина, глицерола, циановодород (познат още като циановодородна киселина), флуороводород, сероводород и много други.
Славата на Шееле като отличен експериментатор се разпространява далеч извън границите на Швеция. Пруският крал Фридрих II го кани да оглави катедрата по химия в Берлинския университет, но Шееле отклонява поканата. През 1775 г. за изключителни постижения в областта на химията той е избран за действителен член на Шведската кралска академия на науките, ставайки единственият учен, удостоен с тази чест, който няма висше образование.
Куриозна е страстта на Шееле да пробва на вкус всички вещества, с които работи и това му коства живота. В деня на сватбата му го намират мъртъв на работното му място, заобиколен от различни отровни реактиви (така и не успява да се ожени); някои източници отдават смъртта му на синилна киселина.